# Лисутин, Иван Сергеевич
Иван Сергеевич Лисутин (23 февраля 1987, Тюмень) — российский хоккеист, вратарь. Воспитанник тюменского хоккея.

## Карьера
Иван Лисутин начал свою профессиональную карьеру в 2003 году в составе родного тюменского «Газовика», где он и выступал до 2008 года (за исключением большей части сезона 2006/2007, когда он являлся игроком серовского «Металлурга»), после чего перешёл в екатеринбургский «Автомобилист». В составе екатеринбургского клуба в 2009 году Иван завоевал право выступать КХЛ; всего же за два с половиной сезона выступлений за «Автомобилист» Лисутин провёл на площадке 105 матчей, заработав коэффициент надёжности 2.52.
31 января 2011 года Иван подписал контракт с магнитогорским «Металлургом», где, однако, так и не получил возможности выйти на поле за оставшуюся часть сезона. 19 мая 2011 года Лисутин принял решение продлить своё соглашение с «магниткой» ещё на 2 сезона, после чего провёл в составе клуба 7 матчей с коэффициентом 2.08.
15 ноября 2011 года Иван был обменян обратно в екатеринбургский клуб на право выбора в 1 раунде драфта-2013.
16 июня 2012 года Иван расторг контракт по обоюдному согласию с «Автомобилистом», после чего 25 июня подписал однолетнее соглашение с чеховским «Витязем».
1 июня 2015 года «Витязь» обменял голкипера Ивана Лисутина в «Торпедо» на выбор в первом раунде Ярмарки талантов КХЛ 2016.
11 ноября 2015 года перешёл в нижнекамский «Нефтехимик».

## Достижения
- Участник матча звёзд КХЛ (2014)

## Статистика выступлений
Последнее обновление: 2 июня 2015 года
|                 |                 |                 | Регулярный сезон | Регулярный сезон | Регулярный сезон | Регулярный сезон | Регулярный сезон | Плей-офф | Плей-офф | Плей-офф | Плей-офф | Плей-офф |
| Сезон           | Команда         | Лига            | Игр              | М                | ПШ               | «0»              | КН               | Игр      | М        | ПШ       | «0»      | КН       |
| --------------- | --------------- | --------------- | ---------------- | ---------------- | ---------------- | ---------------- | ---------------- | -------- | -------- | -------- | -------- | -------- |
| 2003/04         | Газовик-Универ  | Первая лига     | 3                | 180              | 14               |                  | 4.67             | —        | —        | —        | —        | —        |
| 2004/05         | Газовик-Универ  | Первая лига     | 9                | 540              | 36               |                  | 4.00             | —        | —        | —        | —        | —        |
| 2005/06         | Газовик-Универ  | Первая лига     | 37               | 2220             | 118              |                  | 3.19             | —        | —        | —        | —        | —        |
| 2006/07         | Металлург Серов | Высшая лига     | 20               | 1066             | 46               | 1                | 2.59             | —        | —        | —        | —        | —        |
| 2006/07         | Газовик         | Высшая лига     | 7                | 423              | 16               | 0                | 2.27             | 3        | 180      | 16       | 0        | 5.33     |
| 2007/08         | Газовик-СибГУФК | Первая лига     | 12               | 720              | 36               |                  | 3.00             | —        | —        | —        | —        | —        |
| 2007/08         | Газовик         | Высшая лига     | 17               | 1020             | 44               |                  | 2.59             | —        | —        | —        | —        | —        |
| 2008/09         | Автомобилист-2  | Первая лига     | 2                | 120              | 5                |                  | 2.50             | —        | —        | —        | —        | —        |
| 2008/09         | Автомобилист    | Высшая лига     | 35               | 1978             | 62               | 3                | 1.88             | 6        | 358      | 13       | 0        | 2.18     |
| 2009/10         | Автомобилист    | КХЛ             | 33               | 1880             | 83               | 1                | 2.65             | 4        | 204      | 16       | 0        | 4.71     |
| 2010/11         | Автомобилист    | КХЛ             | 27               | 1444             | 72               | 1                | 2.99             | —        | —        | —        | —        | —        |
| 2011/12         | Металлург Мг    | КХЛ             | 7                | 231              | 8                | 1                | 2.08             | —        | —        | —        | —        | —        |
| 2011/12         | Автомобилист    | КХЛ             | 16               | 883              | 46               | 0                | 3.13             | —        | —        | —        | —        | —        |
| Всего в КХЛ     | Всего в КХЛ     | Всего в КХЛ     | 83               | 4437             | 209              | 3                | 2.83             | 4        | 204      | 16       | 0        | 4.71     |
| Всего в карьере | Всего в карьере | Всего в карьере | 225              | 12704            | 586              | 7                | 2.77             | 13       | 742      | 45       | 0        | 3.64     |